# Caulophyllum
Caulophyllum é um género botânico pertencente à família Berberidaceae.

## Espécies
- Caulophyllum thalictroides
- Caulophyllum robustum
- Caulophyllum giganteum

1. ↑  «Caulophyllum — World Flora Online». www.worldfloraonline.org. Consultado em 19 de agosto de 2020